# Carol Szathmari
Carol Szathmari (in ungherese Szathmáry Pap Károly; in romeno Carol Popp de Szathmary; Kolozsvár, 11 gennaio 1812 – Bucarest, 3 luglio 1887) è stato un pittore, litografo e fotografo ungherese.
Considerato il primo fotografo di guerra della storia per le sue foto scattate durante la Guerra di Crimea, raggiunse la notorietà quando divenne l'artista ufficiale della corte reale rumena.

## Biografia

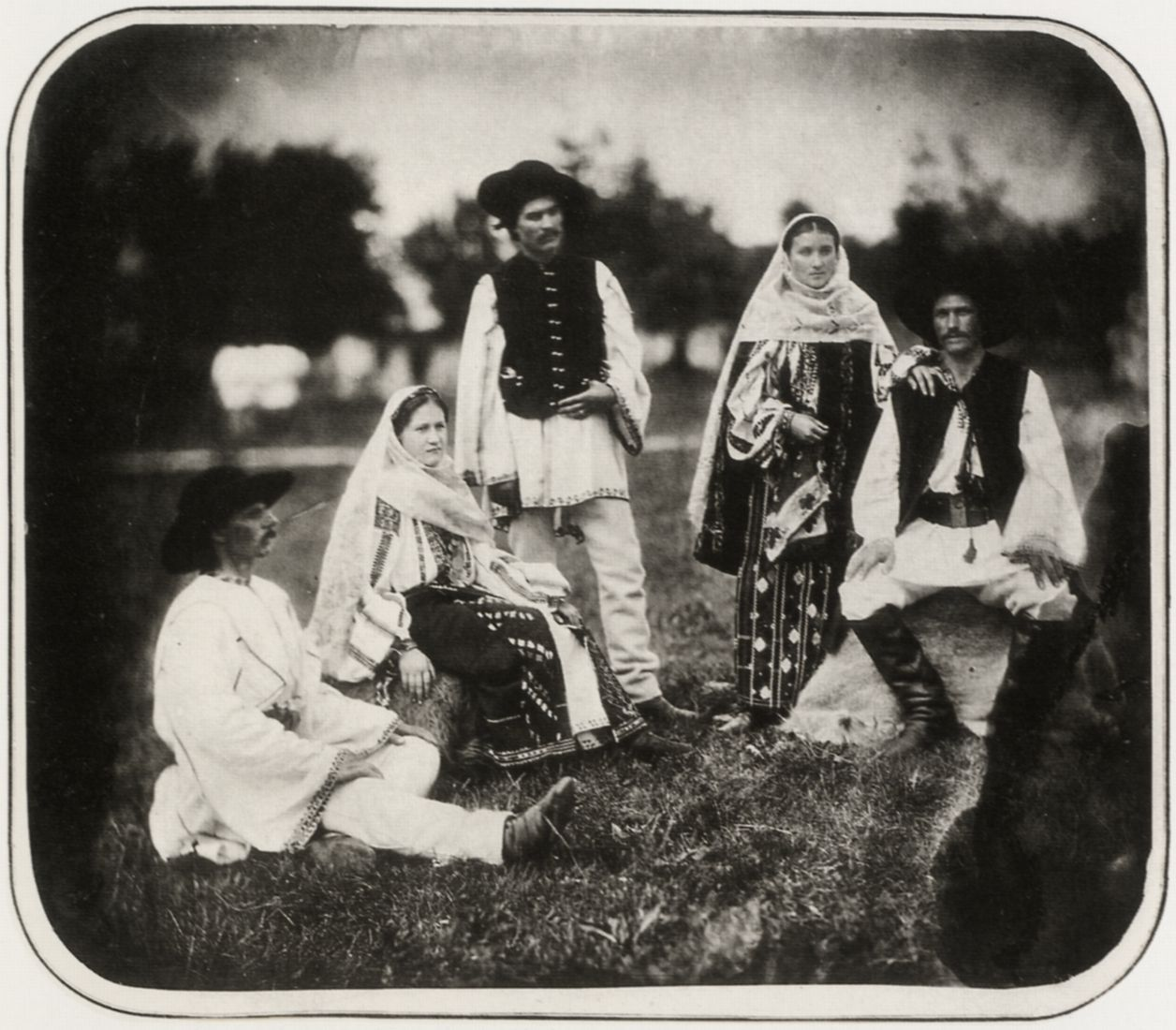
Gruppo in costume a Câmpulung (Trachtengruppe in Câmpulung), 1866

Szathmary nacque nel 1812 nella città di Kolozsvár, Transilvania (oggi Cluj-Napoca, Romania). Studiò legge presso il Reformed College di Cluj e all'età di diciotto anni si trasferì a Bucarest. Successivamente studiò pittura dal 1832 al 1834 a Roma, e al suo ritorno a Bucarest fu spesso incaricato di creare dipinti per i boiardi della Valacchia. Nel 1848, Szathmari scattò la sua prima fotografia, a una statua di Cupido con due braccia rotte, e due anni più tardi aprì uno studio fotografico a Bucarest.
Tra i suoi clienti vi furono parecchi ufficiali militari di alto grado russi e turchi. Grazie a queste conoscenze ebbe il permesso di accedere ai campi militari di entrambe le parti in conflitto in Valacchia, nel corso della guerra che sarebbe diventata nota come Guerra di Crimea. Nel 1853 con un carro con a bordo una camera per la lavorazione di lastre di vetro con collodio umido, si recò sulle rive del Danubio e in vari altri luoghi, come paesaggi, fortificazioni e campi di battaglia, dove fotografò delle truppe, sia turche che russe, il loro equipaggiamento e i loro comandanti.
Szathmari espose le sue foto, rilegate in un album, all'Esposizione universale dei prodotti dell'agricoltura, dell'industria e delle belle arti del 1855. Per il suo lavoro ricevette la medaglia di seconda classe. Nel luglio dello stesso anno, presentò delle copie del suo lavoro alla regina Vittoria durante un incontro privato a Osborne Castle, sull'Isola di Wight, e lei gli conferì una medaglia d'oro come riconoscimento per il suo lavoro.
Nel 1855 incontrò privatamente anche l'imperatore Napoleone III. La Società di fotografia francese descrisse l'incontro in un articolo sulla pubblicazione Lumière:
(Società di fotografia francese)

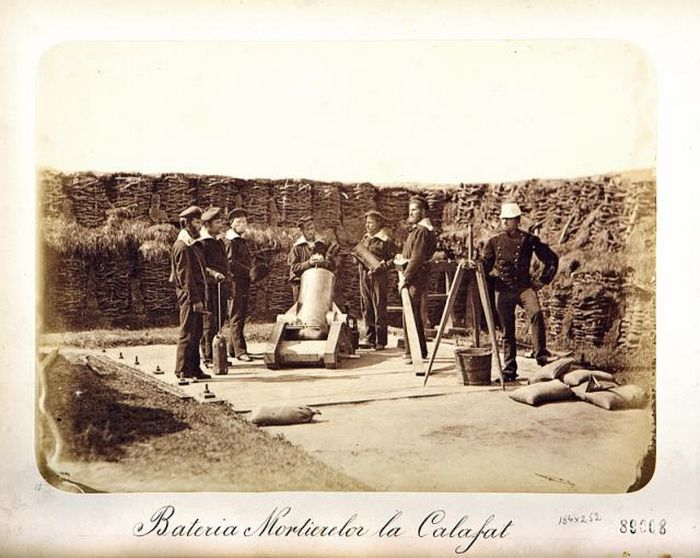
Batteria di mortai a Calafat (Calafat Mortar Battery), 1877

Lo stesso anno pubblicò due album contenenti 95 fotografie scattate a Francesco Giuseppe I d'Austria. Nel febbraio 1860, gli fu commissionata la produzione di una litografia rappresentante la mappa della Valacchia. Nel 1863, Szathmari ricevette il titolo di pittore e fotografo di Corte, presso l'allora sovrano rumeno Alexandru Ioan Cuza e l'allora Re di Romania Carlo I. Trascorse la maggior parte e il resto della sua vita a Bucarest, dove morì nel 1887. Nel 2012, il Museo Nazionale Cotroceni di Bucarest, in occasione del 200º anniversario della sua nascita, ha organizzato una mostra di 400 dei suoi dipinti e fotografie.

## Collezioni
Tre fotografie scattate da Szathmari, The Bombardment of Silistra, The Russian lancer's encampment in Craiova e quella del tenente generale FI Soymonov, comandante della 104ª divisione russa, che rimase ucciso nella battaglia di Inkerman, sono incluse nella collezione dell'International Museum of Photography and Film alla George Eastman House, di Rochester, Stato di New York.
La Royal Collection di Londra, nel Regno Unito, possiede un album di fotografie che Szathmari mostrò alla regina Vittoria intorno al 1855.
La Biblioteca Nazionale della Romania conserva molte delle fotografie di Szathmari, in una collezione intitolata Carol Pop de Szathmari photographs.